# Salix tonkinensis
Salix tonkinensis är en videväxtart som beskrevs av Karl Otto von Seemen. Salix tonkinensis ingår i släktet viden, och familjen videväxter. Inga underarter finns listade i Catalogue of Life.